# Heather Loeffler
Heather Loeffler é uma diretora de arte americana. Como reconhecimento, foi nomeada ao Oscar 2014 na categoria de Melhor Direção de Arte por American Hustle.